# Erwin Gutawa
Erwin Gutawa Sumapraja (ur. 16 maja 1962 w Dżakarcie) – indonezyjski kompozytor.

## Życiorys
Urodził się 16 maja 1962 r. w Dżakarcie. Studiował architekturę na Uniwersytecie Indonezyjskim.
Zawodową karierę muzyczną rozpoczął w 1985 roku, kiedy to dołączył do zespołu jazzowego Karimata, a w 1991 roku został niezależnym kompozytorem. Jako kompozytor został laureatem festiwalu Midnight Sun Song w Finlandii (1992), wraz z Ruth Sahanayą. W 2001 roku zdobył nagrodę Anugerah Musik Indonesia (AMI) dla najlepszego aranżera muzycznego.

## Dyskografia (wybór)
Źródła:
- Kala Cinta Menggoda (1997, Chrisye)
- Badai Pasti Berlalu (1999, Chrisye)
- Konser Tur 2001 (2001, Chrisye)
- Dekade (2002, Chrisye)
- Senyawa (2004, Chrisye)
- Salute to Koes Plus/Bersaudara (2004)
- Rockestra (2007)
- Balada Shalawat (2010, Gita Gutawa)